# 샹저우구 (주하이시)

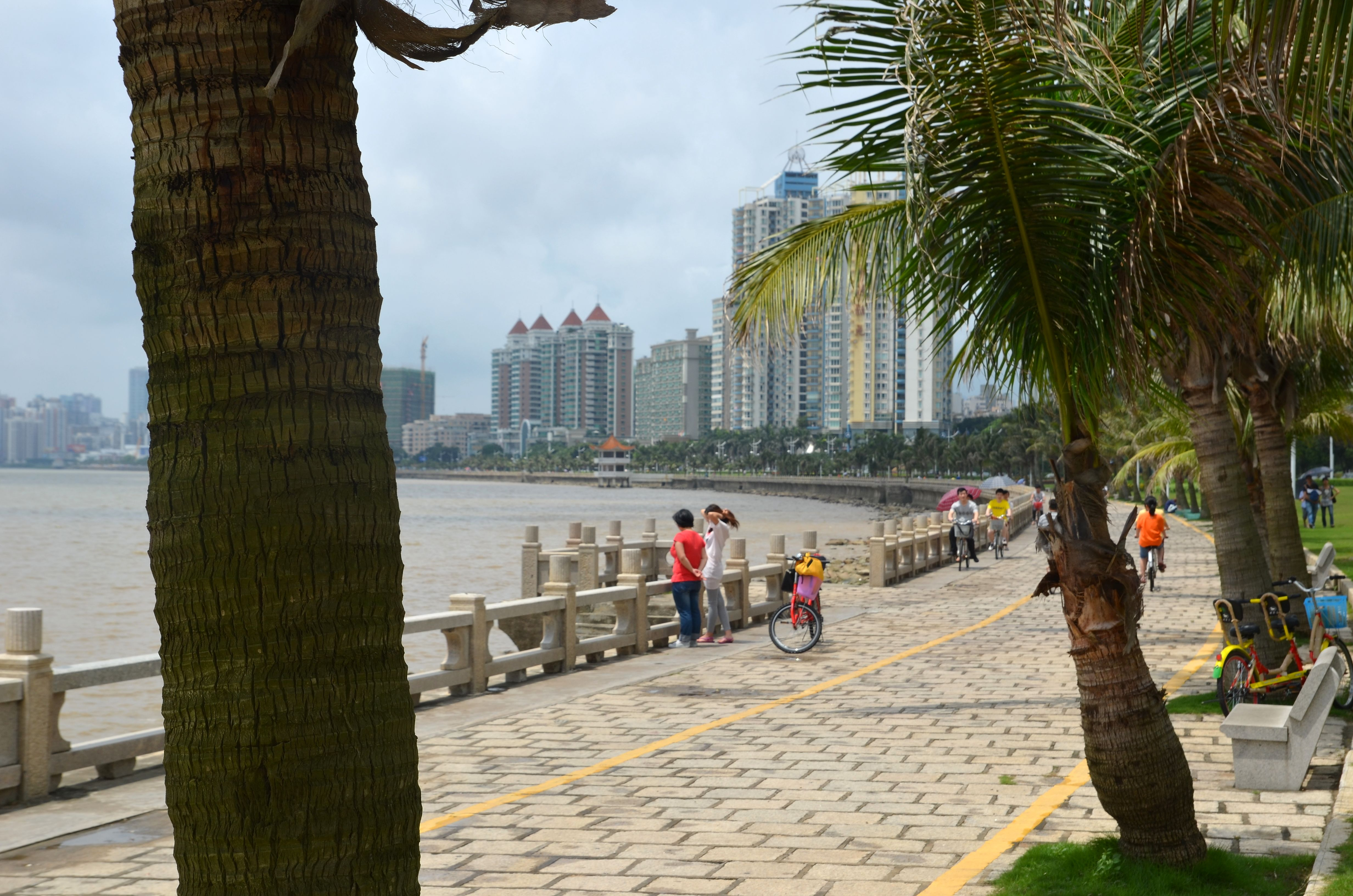

샹저우구(한국어: 향주구, 중국어: 香洲区, 병음: Xiāngzhōu Qū)는 중화인민공화국 광둥성 주하이 시의 현급 행정구역이다. 넓이는476km2이고, 인구는 2007년 기준으로 510,000명이다.

## 행정 구역
8개 가도, 6개 진을 관할한다.
- 가도: 梅华街道 , 拱北街道 , 吉大街道 , 翠香街道 , 狮山街道 , 香湾街道 , 前山街道 , 湾仔街道
- 진: 南屏镇 , 横琴镇（横琴经济开发区） , 唐家湾镇 , 桂山镇 , 担杆镇 , 万山镇